# A la luz de lo que sabemos
A la luz de lo que sabemos es la primera novela de Zia Haider Rahman. Publicada por  por Farrar, Straus y Giroux en 2014 con gran éxito de crítica internacional, le valió a Rahman el premio James Tait Black Memorial, el premio literario más antiguo de Gran Bretaña, cuyos ganadores anteriores incluyen a Evelyn Waugh, Graham Greene, J. M. Coetzee, Nadine Gordimer, Angela Carter, Salman Rushdie y Cormac McCarthy.

## Argumento
Gran parte de la novela se desarrolla durante la guerra en Afganistán a principios de siglo y la crisis financiera de 2007-2008. Una mañana de septiembre de 2008, un banquero de inversiones que se acerca a los cuarenta, con su carrera en colapso y su matrimonio desmoronándose, recibe una visita sorpresa en su casa en South Kensington. En la figura desaliñada de un hombre del sur de Asia que lleva una mochila, el banquero reconoce a un amigo perdido hace mucho tiempo, un prodigio de las matemáticas que desapareció años antes en circunstancias misteriosas. El amigo ha resurgido para hacer una confesión de un poder inquietante.
La historia abarca desde Kabul hasta Londres, Nueva York, Islamabad, Dhaka, Oxford y Princeton, Nueva Jersey, y explora cuestiones como el amor, la pertenencia, la ciencia y la guerra. En el centro está la amistad de dos hombres y la traición de uno al otro. Rahman ha descrito la columna vertebral de la novela como una exploración de cuánto podemos confiar en lo que creemos saber.  Los críticos han dicho que «el libro desafía cualquier intento de resumen».

## Recepción
En un artículo en The New York Review of Books, la novelista y crítica Joyce Carol Oates describió la novela como:

Notable... una especie de historia de aventuras, que se hace eco no sólo del canónico El corazón de las tinieblas sino también de El gran Gatsby de F . Scott Fitzgerald, las novelas de dislocación e investigación de Graham Greene y W. G. Sebald, y... las novelas de espías de John le Carré ... y una novela de ideas, un compendio de epifanías, paradojas y acertijos claramente diseñado para ser leída lenta y meditativamente; uno se conmueve al pensar en La montaña mágica de Thomas Mann ... este poderoso debut... es una obra de ficción única que da testimonio de muchas cosas indescriptibles en las relaciones humanas y en las relaciones internacionales». 

En un artículo sobre "Libros del año" de The Times Literary Supplement, Oates escribió además que «entre las novelas destacadas se encuentra el impresionante debut de Zia Haider Rahman, la meditativa, misteriosa y decididamente no volteadora (non-page-turner) de páginas A la luz de Lo que sabemos, una novela poscolonial en grande. El meticuloso entretejido de la ficción de Rahman requiere una lectura tanto hacia adelante como hacia atrás, y nos hace darnos cuenta: ¿a quién le importan pasar las páginas cuando el verdadero placer de una obra de ficción es su atracción gravitacional sobre nosotros?» 
En una reseña de 4000 palabras para The New Yorker, el crítico James Wood describió a Rahman como "un narrador profundo y sutil" y elogió la novela como "sorprendentemente lograda... ¿No es este tipo de pensamiento, mundano y personal, abstracto y concreto, ensayística y dramática: ¿para qué sirve exactamente la novela? ¿Cómo se justifica como forma?... A la luz de lo que sabemos es lo que Salman Rushdie una vez llamó una 'novela que lo abarca todo'. Es amplia, hospitalaria, polémica, mundana, cerebral. Ideas y provocaciones abundan en cada página." 
La crítica literaria australiana Louise Adler, reseñando la novela para The Sydney Morning Herald, escribió: "Mi fe en la ficción ha sido restaurada... Rahman escribe brillante y hilarantemente sobre la conciencia de clase británica... una novela satisfactoria y ricamente argumentativa... A la luz de lo que sabemos es mi libro internacional de 2014. Es una novela que da sentido a la última década, sus tensiones geopolíticas y la forma en que nosotros, como individuos desventurados, experimentamos esas complejidades". 
La novela recibió grandes elogios de la crítica a nivel internacional. Alex Preston en The Observer la llamó "una meditación extraordinaria sobre los límites y usos del conocimiento humano, una historia de amor desgarradora y un relato apasionante de la desintegración psicológica de un hombre. Esta es la novela que esperaba que Freedom de Jonathan Franzen fuera (pero no fue): una exploración del mundo posterior a 9/11 que es a la vez personal y política, épica e intensamente conmovedora".  "Aborda las grandes preguntas... con una habilidad narrativa suprema... una obra maestra", escribió Kevin Power en el Irish Sunday Business Post ; Amitava Kumar en The New York Times la calificó de "extraña y brillante". "[Un] gran trabajo... una de las novelas más extraordinarias que he leído jamás", dijo Madeleine Thien en New Canadian Media ; "inquietante y profundo...completamente absorbente", dijo The Guardian ; 
Maggie Fergusson en Intelligent Life la llamó "asombroso... un banquete intelectual... Los ingredientes van desde la filosofía, la religión y las matemáticas hasta la ayuda internacional, las altas finanzas y la carpintería. Pero la pregunta central es simple: ¿cómo se relaciona el conocimiento? a la sabiduría, la felicidad y la verdad? Y la historia, que abarca desde Islamabad hasta Wall Street y desde el 11 de septiembre hasta 2008, es apasionante". 
El Sunday Times la calificó como «un logro extraordinario». Mint/Wall Street Journal dijo que era "el mejor libro escrito por un autor originario del subcontinente indio".  "[Un] trabajo innovador de una genialidad asombrosa", dijo la revista Open.  El suplemento literario del Times la llamó «entre muchas otras cosas, una diatriba hermosa y angustiada contra la estrechez y la complacencia». Dawn lo llamó «un país de las maravillas semántico y lingüístico» «Un debut virtuoso» y «magníficamente escrito», dijo Vogue. 
El Daily Beast escribió sobre "frases que se ramifican y se deshacen para aportar más y más ideas... de una manera que pocos todavía vivos pueden lograr".  En el programa de televisión holandés De Wereld Draait Door, un panel de críticos elogió unánimemente el libro, diciendo: «Esta es la gran novela estadounidense», "Rahman es uno de los grandes escritores de nuestro tiempo" y "Este libro demuestra que la novela no está muerta sino vital y floreciente». «Una novela grande y poderosa», escribió Florence Noiville para Le Monde.  En una reseña para Libération, la locutora Kathleen Evin lo calificó de «un libro magnífico».  Les Inrockuptibles la describieron como "la novela total de nuestras crisis contemporáneas. Sumergirse en este texto, lleno de digresiones pero bellamente conservado, es emprender un viaje a través del tiempo, el espacio y dentro de uno mismo". 
Las críticas a A la luz de lo que sabemos incluyen a Hannah Harris Green, que escribe en The Los Angeles Review of Books en una reseña titulada "¿Qué personajes femeninos?" que, si bien "Rahman tiene una mente brillante, capaz de comprender a muchos tipos de personas. Espero que algún día se esfuerce por intentar comprender a las mujeres. De lo contrario, a pesar de su singularidad, será otro autor masculino respetado que preferiría hablar por mujeres que a ellas." 
"A la luz de lo que sabemos apareció en varias listas de los mejores libros de 2014, incluso en The Observer,  The Times Literary Supplement, Slate,  Kirkus Reviews, NPR,  The Daily Telegraph,  The Atlantic, Barnes and Noble Review y The New Yorker. La crítica Wendy Lesser la seleccionó como una de las tres grandes novelas que leyó en 2014 y escribió que la novela le recordaba a Joseph Conrad debido a «las capas de narradores (hay dos ) y el tejido contemplativo de política y ficción... Las complicadas vidas de los personajes, que están en el primer plano del libro, lo justifican todo de manera convincente».  Philip French lo describió como "deslumbrante... lo que Henry James llamó un 'monstruo grande, suelto y holgado', pero para nuestro siglo. "  Rebecca Mead de The New Yorker escribió que la novela era "locuaz e intelectual, al mismo tiempo que desarrollaba un drama fascinante: un libro profundamente satisfactorio",  y que era "una novela del siglo XXI escrita con la ambición del alcance de una novela del siglo XIX y con la seriedad de propósito de una del siglo XX." 
A la luz de lo que sabemos le valió a Rahman el premio James Tait Black Memorial, el premio literario más antiguo de Gran Bretaña.  Estuvo en la lista larga para el Premio Orwell 2015,  el premio Guardian First Book 2014,  el Premio a la Mejor Primera Novela del Authors' Club 2015,  preseleccionado para el Premio Goldsmiths 2014  y nominado para el Premio Folio 2015.  Rahman fue preseleccionado para el premio al Nuevo Escritor del Año en los Premios Nacionales del Libro del Reino Unido 2014.  La novela ganó el Premio Internacional Ranald McDonald inaugural 2016. 